# Skamandros

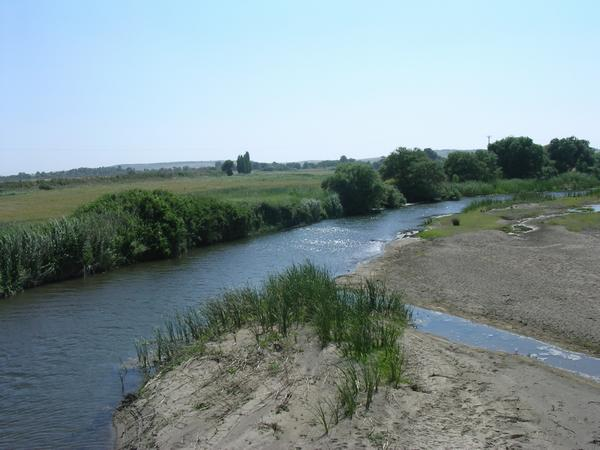
De Skamandros

De Skamandros (Oudgrieks: Σκάμανδρος, Latijn Scamander) is een rivier in het noordwesten van Turkije en de naam van de watergod, van de  oceanide, die de gelijknamige rivier personifieert.
De moderne naam voor de rivier is Menderes. De rivier wordt in de Ilias genoemd. De rivier liep ten zuiden en westen van Troje en mondde ten noordwesten van Troje uit, waar de Hellespont of de Dardanellen in de Egeïsche Zee uitmondt. 
Door de goden werd de Skamandros Xanthos, de blonde, genoemd.
Tijdens de veldtocht, de Tweede Perzische Oorlog, van de Perzische koning Xerxes tegen Griekenland in 480 v.Chr. was de rivier te klein om de dorst van alle Perzische soldaten te lessen.
De riviergod Skamandros vocht aan de kant van Trojanen, nadat de Grieken een bloedbad aan zijn oevers aanrichtten. Skamandros deed vervolgens zijn beklag bij Apollo en vocht tegen Achilles. Hij werd op bevel van Athena door Hephaistos verdampt, Achilles' beschermengel.